# ایگان
آیگان روستایی از توابع بخش آسارا شهرستان کرج در استان البرز ایران است. تاتی زبان رایج در آیگان است.

## جمعیت
این روستا از توابع بخش آسارا می‌باشد‌.جمعیت این روستا در سرشماری ۹۵ ، ۱۸۶ نفر (۶۹خانوار) بوده است.